# Court
Court é um filme de drama indiano de 2015 dirigido e escrito por Chaitanya Tamhane. Foi selecionado como representante da Índia à edição do Oscar 2016, organizada pela Academia de Artes e Ciências Cinematográficas.

## Elenco
- Vira Sathidar — Narayan Kamble
- Vivek Gomber — Vinay Vora
- Geetanjali Kulkarni — Nutan
- Pradeep Joshi — Sadavarte
- Usha Bane — Sharmila Pawar
- Shirish Pawar — Subodh